# Sphecodes nigeriae
Sphecodes nigeriae är en biart som beskrevs av Blüthgen 1928. Sphecodes nigeriae ingår i släktet blodbin, och familjen vägbin. Inga underarter finns listade i Catalogue of Life.